# Anime Music Video

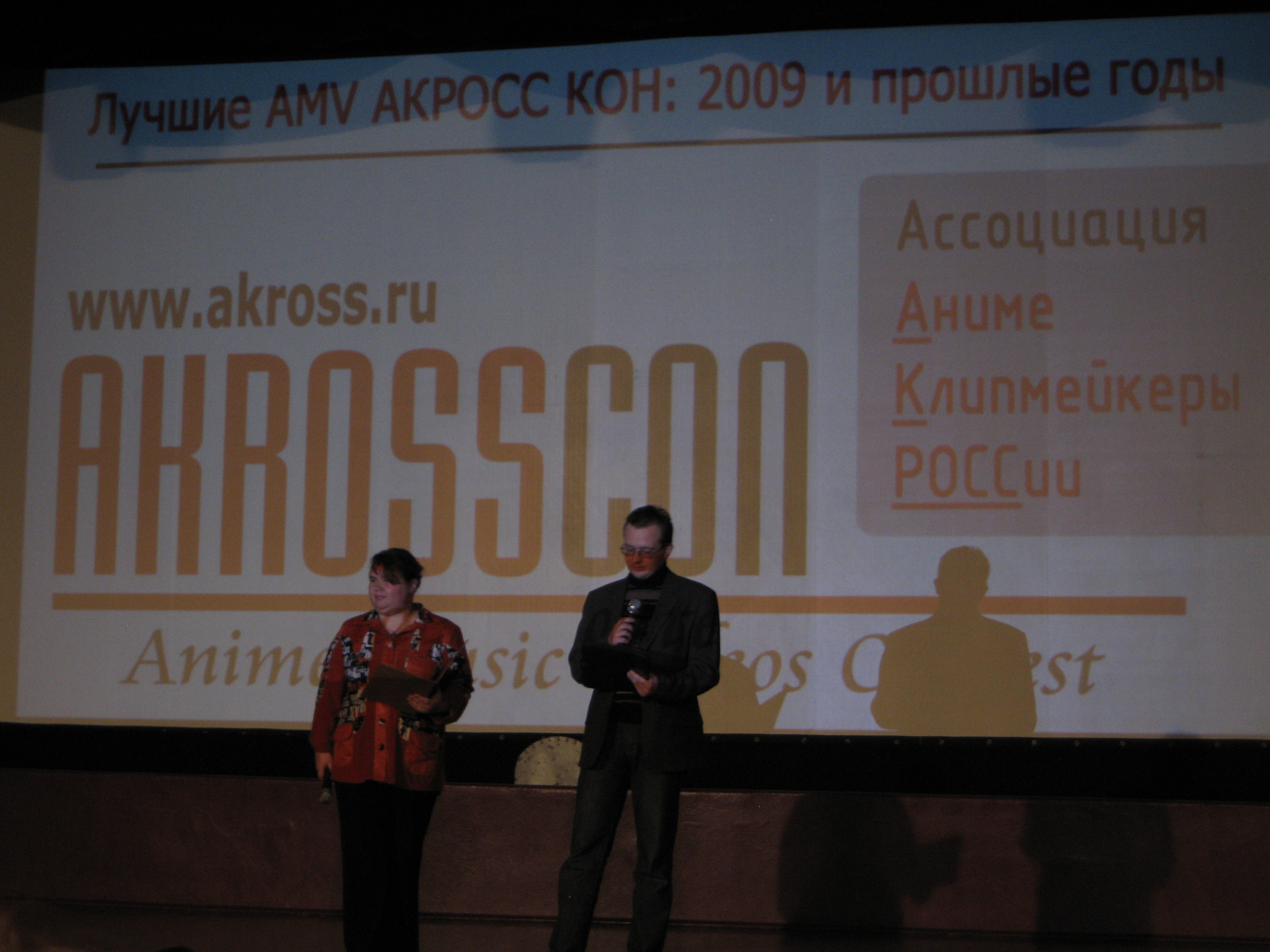
Proyección de AMV

Un Anime Music Video (video musical de anime, más conocido por el acrónimo AMV) es un vídeo musical realizado generalmente con temática de Anime. Está compuesta por escenas de una o más series o películas de anime acompañadas por una canción que busca sincronizarse con el ritmo de esta última. Debido a su carácter multimedia y a que son realizados de forma informal por fanáticos del anime, el mayor medio de difusión de los AMV es el Internet a través de sitios web como AnimeMusicVideos.org y Youtube.Aunque los AMV están tradicionalmente limitados al anime, los videojuegos con un estilo de anime también son una opción popular de fuente para la realización de estos videos, convirtiéndose en aproximadamente el 10% de los AMV disponibles según estadísticas publicadas en septiembre del 2005.

## Historia
Aunque no existe un consenso sobre cuál debe ser considerado el primer AMV, tradicionalmente se ha atribuido a Jim Kaposztas como el primer editor que daría inicio a lo que sería entendido como AMV. El video fue realizado en el año 1982 en formato VCR con escenas de la serie de anime Space Battleship Yamato y la canción All You Need is Love de los Beatles. A pesar de que la duración de la obra Kaposzta era de 15 segundos, normalmente su duración oscila entre los 2 minutos dependiendo de la canción utilizada. Los AMV se expendieron rápidamente entre el fandom otaku sobre todo con el desarrollo tecnológico y la masificación de Internet que facilitaron la difusión y la producción de videos musicales.Los AMV no obtuvieron mucha popularidad entre el público japonés, en cambio, el gran desarrollo de este formato tuvo lugar en Estados Unidos, expandiéndose posteriormente a Europa y Rusia .Pese a ello, un formato similar llamado MAD, también nació en Japón ese año, el cual estaba más enfocado a la parodia. El primer AMV creado por Kaposztas era una parodia, por lo que podría ser considerado un MAD, sin embargo, el video que mezclado junto con la música de los Beatles con escenas violentas de Yamato ha trascendido como el primer AMV de la historia.

## AMV en Estados Unidos

### Estados Unidos: La década de 1990 y  Kevin Caldwell
El anime ganó más terreno en los Estados Unidos, un lugar dominado por la industria del Cartoon en el entretenimiento de las grandes masas. El doblaje en aquel entonces era de mala calidad y las videocintas con el audio original eran caras. Esta situación fue lo que condujo a muchos seguidores a probar hacer fansubs,lo cual fue raíz de la expansión del anime en el mundo.
Los editores de esta época descubrieron lo buena que era la combinación entre anime y edición, con sus series preferidas ajustadas a sus bandas favoritas.  
Los métodos de edición de esta época distan mucho de los actuales. 
La Avid's Media sería una de las primeras compañías en ofrecer software con el que se crearían los AMVs

## Métodos de edición

### El método de los 2 VCRs
Mientras un VCR  reproducía los episodios anime, otro VCR se encargaba de ir grabando por segmentos las partes que se querían usar para el AMV. Este método era una verdaderamente difícil ya que un gran tiempo debía invertirse en elegir escenas, hacer los cortes, sincronizar y agregar la canción.
Se debía retorcer segmento por segmento para borrar una parte. Crear transiciones era también complicado, aún más si se añadía un fade o crossfade (si la escena los incluía) y la música por lo general se grababa de un CD. Vlad G Pohnert usó este método.
Cualquier mínimo error que se encontrara en el AMV se debía grabar de nuevo escena por escena debido a que se alteraba el ritmo del vídeo.

### Camrecorder
El método Camrecorder consistía en grabar directamente de la pantalla usando una cámara al coste de grabar las letras Play, Pause, Stop, etc, de la videocinta usada.
Los subtítulos eran borrados por medio de un paso en el que se usa material que no los tuviera, sino, se debía renunciar a las escenas con subtítulo.

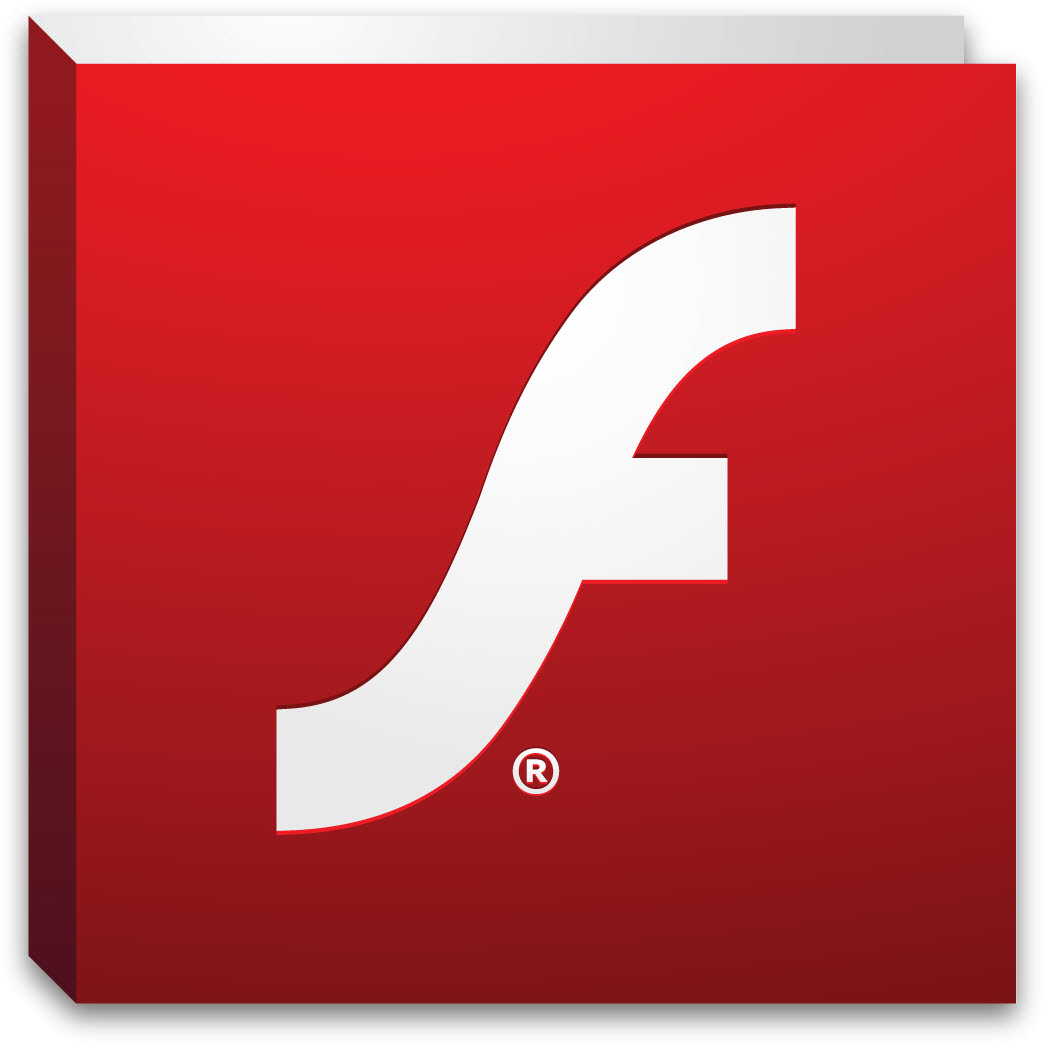
La herramienta informática Adobe

Algunos editores para conseguir el material RAW, debido a la mínima difusión por internet, se suscribieron a estaciones satelitales japonesas lo que les daba el acceso al anime directamente desde la fuente.
La época fue caracterizada por la dedicación de los editores, ya que debían ser muy dedicado al hobby. Los AMV representaban el amor y la devoción que ellos le daban a su edición y al anime del que hacían el vídeo. 
La compañía Adobe haría su aparición en esta época donde dominaba el método de los 2 VCRs.
Adobe Premiere sería en aquel entonces la herramienta primaria de ese pequeño grupo selecto de editores quienes, desde su fecha inicial de lanzamiento ,habían tenido que limitarse a hacer simples cortes. Los primeros efectos que ofrecía el programa no eran muy innovadores, pero fue una causó un gran impacto en la época. 
Gracias a Adobe nacerían los estilos lip synch, la sincronización mejoró, crear transiciones era una realidad, y el acceso a los clips era mejor.
Al mismo tiempo que, nuevas herramientas llamadas Tarjetas de captura de Video fueron enviadas al mercado. Estas conectaban el televisor con el pc de manera que se pudiera grabar lo que sucedía en el televisor directamente en el pc. Naturalmente, la calidad visual mejoró radicalmente con este método, pero se debía tener un alto nivel técnico para llevarla a cabo .No consistía en solo grabar ya que también se debía revisar la tarjeta.Una de las más destacadas era la Pinacle DC10.
El siguiente gran paso dentro de la creación de estos vídeos era el de combinar varios animes dentro del mismo vídeo. El método de los 2 VCRs no permitía realizar esto, pero con Adobe, surgía esta posibilidad.

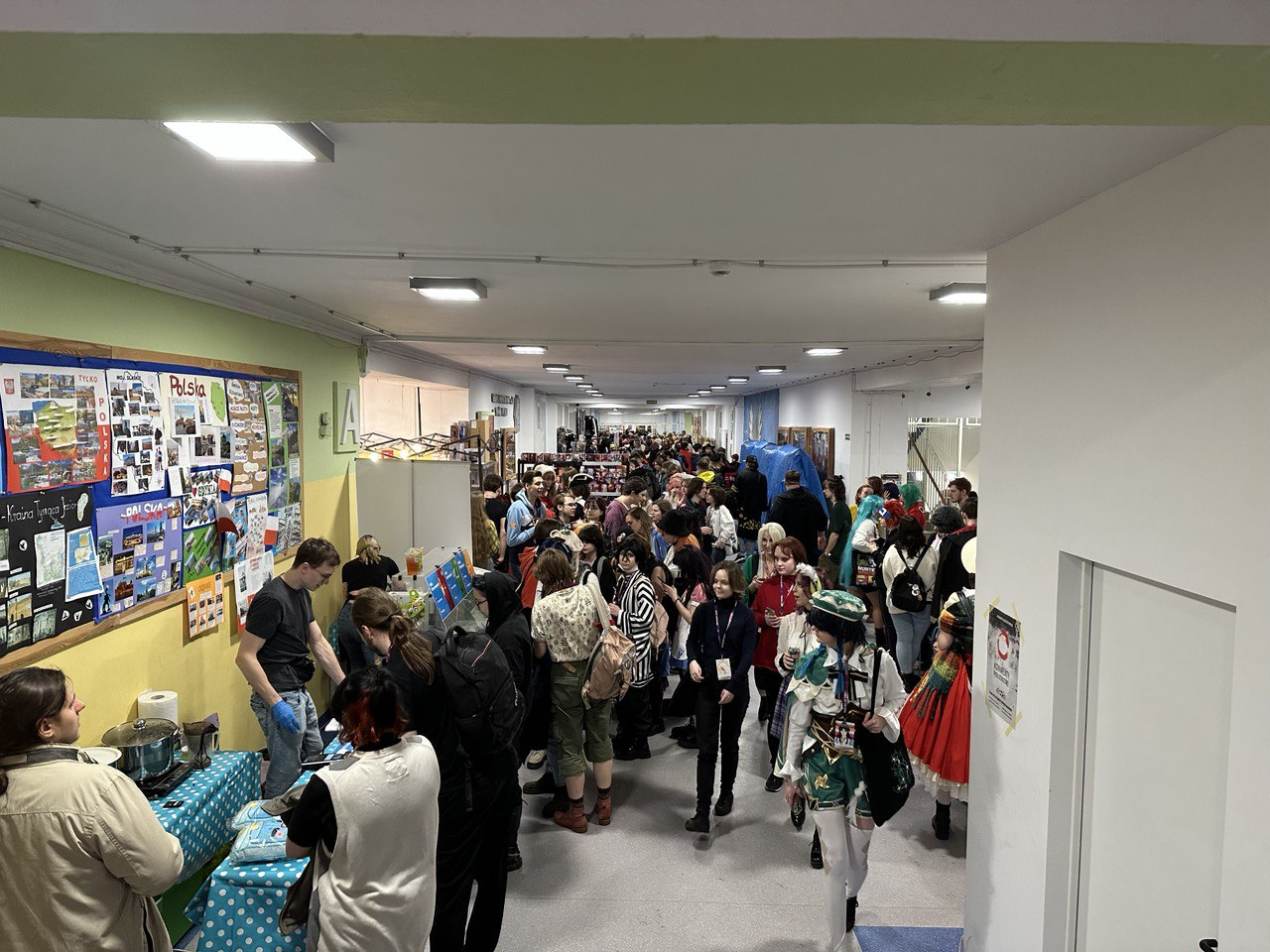
Convención de anime

Los eventos que influyeron en el auge de los AMVs fueron :la aparición de Adobe Premiere y las convenciones anime. En el año 1996, la revista Billboard llegó a mencionar el increíble auge que tenía el anime en América, por lo que no sería de extrañarse que luego las convenciones se volverían algo habitual.
Estas convenciones no solo daban la oportunidad para conocer a otros fanáticos del anime, sino que los mismos editores que habían estado editando en solitario se daban cuenta de que había más de ellos distribuidos por todas partes. Es allí donde nace la idea de la organización de concursos de AMVs.
La primera convención que tuvo su primer concurso AMV fue la Anime Expo en 1992.
Los viejos editores en su mayoría descubrieron el mundo AMV a través de estas convenciones.
Esto representó la oportunidad para muchos editores que habían mantenido sus ediciones en privado para presentar sus más recientes creaciones.

## Kevin Caldwell
También conocido entre los fans más acérrimos del AMV como "la leyenda" o el "padre" de los AMVs, fue el primero que alcanzaría fama en el, cada vez mayor, mundo del AMV. Fue ganador del A-Kon durante varios años. Believe, Engel, Caffeine Encomium, Phantom of the Opera son solo algunas de sus cartas de presentación, vídeos que todo editor debe haber visto al menos una vez para entender al mundo AMV de la década de 1990 y principios del año 2000.
Este editor comenzó en 1996 editando pequeñas piezas, y alcanzaría la fama ese mismo año con el vídeo The Hazardous Saber Dance ganando el A-Kon de ese año. Después en 1997 llegaría a la cumbre con Beautiful Life.
Caldwell llegó a ser la inspiración de muchos de los llamados editores de la vieja escuela (Brad, Vlad, AluminumStudios, Sierra Lorna, Silver Moon, entre otros)
En 1998 daría el golpe de nuevo en el A-Kon, ganando 3 categorías con sus vídeos Phantom of the Opera, Beautiful Life y Media Vita.
En 1999 con Engel ganaría el Best in Show en A-Kon, y en su último año "el 2000" terminaría su exitosa carrera como editor con los vídeos Caffeine Encomium y Believe.
El 4 de julio, AX 00 anunció su retiro definitivo. Se desconoce el motivo por su temprana retirada. Fue mayor el impacto que dejó después de su retiro que en el tiempo que él estuvo editando. Murió en el año 2005 víctima de un cáncer.
Tras el retiro de Kevin Caldwell el mundo AMV se expandió radicalmente con la llegada del internet.

## Década 2000 - 2010: Los años de oro

### AMV en Rusia y Francia: El ascenso de dos escuelas distintas
En el año 2000, Phade fundaría AnimeMusicVideos.org, en tanto que EvilSpider fundaría la Akross.ru en el 2001. Amvnews.ru nacería en el 2006 con Turbo a la cabeza.
La org., vendría a cambiar mucho la forma de trabajo imperante en aquel entonces. La idea de trabajar en equipo con otros editores ya era una realidad, formar un grupo (estudio, producción) se volvería una costumbre, y el desarrollo de guías para los usuarios primerizos serían solo algunos de los aportes de esta magna organización. La org fue (y es) una estación central donde todos los editores alrededor del mundo vienen a conocer a otros editores, enterarse de los nuevos softwares, nuevos efectos, y las nuevas herramientas que se volverían indispensables para todo editor.
Esta época se caracterizó por mantener varios de los ideales provenientes de la anterior época, hasta cierto tiempo. Después, la percepción de los AMVs fue cambiando lentamente, llevando a la cultura estadounidense a un proceso de "aculturación AMV".
Con la ayuda del Internet, el sentido de competencia se había vuelto más marcado en Estados Unidos, en donde hubo más de algún incidente en los distintos concursos AMVs que se realizaron en esta década.
También surgieron personajes que contribuirán a desarrollar herramientas que se convirtieron en la rutina de todos los editores. Zarxrax es uno de ellos.  Zarx264gui es parte de sus aportes. Al momento de su creación, cada editor debía exportar directo desde el programa, lo que provocaba una perdida en la calidad del vídeo. Zarxrax dejaría uno de los milagros de esta época para la posteridad. 
Mientras en el resto del mundo, el anime dejaba su huella y naturalmente, editores surgirían. Es importante destacar a Francia en este aspecto, donde se conformaría la AMVdeFans. Francia a diferencia de Estados Unidos se caracterizó por el sentido de "asociación" que imperaba entre los editores franceses, no importaba la localización, algo que Estados Unidos parecía no entender. 
EvilSpider es el responsable de traer la idea de "asociación" a Rusia, un país dominado por el alto estándar del  concepto del arte visual. Juntar a todos los editores no fue tarea fácil, sin embargo, apoyándose del sitio A-M-V.org, logró convencerlos de que la única manera de sobresalir como "asociación" era uniendo fuerzas. Con mucho esfuerzo y dedicación, sería inaugurado el primer concurso AMV llamado AKROSS-Con.
Aunque en sus primeras presentaciones, este concurso sería un círculo cerrado a los editores rusos, se volvería célebre en el año 2007 al otorgársele la categoría de concurso internacional, del que editores de la talla de Nostromo tomarían participación.
Así como la org hizo sus aportes en materia de programas, Akross no se quedaría atrás. Agressor, un joven editor, desarrolló una herramienta denominada AMVSimple. Aunque no tan popular en el resto del mundo, la AMVSimple es una herramienta obligada para todo editor ruso. Esta herramienta tiene ciertas características diferentes a la ZarxGui: Genera por sí misma 3 tipos distintos de vídeo: versión preview (de muestra), versión standar (normal) y versión deluxe (de más alta calidad).
Esta década se caracterizó por traer innovaciones en materia de tecnología al mundo AMV. Realizar un AMV ya no estaba en manos de unos cuantos, sino que era algo que podía hacerse sólo con tener acceso a Internet.
Muchos editores famosos como Brad, Vlad, Tyler, Istiv, Sierra Lorna, Silver Moon, DokiDoki, ChiikaBoom, Mirkosp, Nostromo, Woy, EvilSpider, Ukmz, Tayo, ScorpionsUltd, Megamom, Hitori, Ileia, Kitsuner, Turbo, Trampler, Aggressor, Qwaqa, entre algunos, surgirían, dejando cada uno vídeos para la posteridad.
Pero al igual que con Caldwell, hubo aquí también un genio en esta época. Jay Naling, mejor conocido como Koopiskeva. 
La comunidad AMVera en el momento en que ingresó Koop al mundo AMV se había limitado a crear el AMV basado en la acción interna, limitando el uso de los efectos, por el temor de que los efectos no bien usados arruinarían la belleza del vídeo. Además de la creencia de que si un AMV no era editado en el tiempo que se tenía la idea, este se volvería una carga y por lo tanto debía desecharse.
Un hombre revolucionario, Koopiskeva crea un AMV que rompería todos los esquemas tradicionales. Este AMV es Euphoria. Antes de este AMV, no había una disciplina dentro de la comunidad AMVera sobre el tiempo a invertir en un vídeo. un día, un mes, lo que primero pasara, algo que Koop derribo con ese AMV. El uso de efectos en Euphoria causó un gran impacto en la comunidad de aquel entonces. En cierta manera, Koopiskeva revolucionó el concepto de AMV dándole a esta época características únicas frente a su predecesora.
La principal preocupación ya no era hacer el AMV, sino cómo hacerlo de la manera correcta. Surgiría una moda de pedir consejo a otros editores sobre qué camino tomar en la edición de un AMV. Esto es el "Betatesting" o "fase de prueba" en la elaboración de un AMV. Muchos editores como Mirkosp, CodeZTM, AimoAio, NS, TritioAFB ofrecían esta comodidad al examinar de cerca cada vídeo "beta" que era recibido.
Mientras algunos editores a través de sus vídeos dieron ideas de cómo debía lucir un AMV de cada género (Acción, Drama, Romance, Comedia, Historia) se fue formando entre cada comunidad un concepto de cómo un buen AMV debía lucir. Mientras Francia basaba el concepto en cuanto a su significado, Rusia lo basaba en su arte visual acompañado de una buena historia.
Es importante destacar, que el ser aficionado de los AMVs ya no era algo pasivo. También se podía ser crítico, es el caso de Godix, uno de los editores más famosos por someter a un duro régimen de "betatesting" a quienes se lo pedían. Lejos de lo que muchos llegaron a pensar sobre él, fue un individuo que siempre se interesó por mantener viva la esencia del buen AMV "porque no quiero ver lo mismo, una y otra, y otra vez" en palabras del autor.
En los últimos años, la calidad visual de las escuelas de Rusia y Francia (esta última tras el nacimiento de AMV-France) ha crecido notoriamente. Cuando se habla de buenos AMVs es casi inevitable mencionar a Rusia y Francia. Sin embargo, la disciplina en ambas escuelas es distinta.
Muchos vídeos de esta época (Shounen Bushido, Trascending Love, Jihaku, DDRP, AMV Hell) se quedaron grabados en la retina de cientos de editores y fueron conformando la cultura actual AMVera. Disfrutar la realización había sido lo más importante hasta esta época.

## Actualidad
En el año 2005 hace su aparición el sitio de vídeos YouTube. Phade, creador de A-M-V.org no estaba de acuerdo en que los editores prefirieran este sitio, porque representaba una amenaza para la evolución del mundo AMV. Buscar un AMV en el 2006 arrojaría nada más unos cuarenta y tres resultados frente a los millones de resultados que actualmente proporciona el sitio.
Muchos editores de la nueva generación descubrieron el mundo AMV a través de este sitio, por lo que no debería extrañar al lector si comenzó de esta manera. El sitio de YouTube ha sido leal a las leyes del copyright el cual ha sido un inconveniente a los cientos de editores que han visto cómo sus cuentas han sido suspendidas por los derechos de autor. Series de anime han sido víctimas de esta ola de censura, por la compañía Tv Tokyo.
El impacto del sitio YouTube radica en que dio a conocer a cientos de editores, conocidos antes solo en las comunidades AMVeras, permitió una mayor difusión de los AMVs, surgirían muchos más fanáticos de los AMVs, y el intercambiar comentarios sería más fácil.
Pero no todo ha sido bueno. Muchas de las técnicas usadas en los AMVs de YouTube son simples, se da con frecuencia el plagio de AMVs, y la crítica brindada no contribuía en el avance personal de los editores, lo que les daría una relativa percepción de que no necesitan aprender nada más.

## Proceso de creación
La creación de un AMV se centra en el uso de técnicas de edición de video para dar sensación de sincronización entre el audio y la imagen. Se utilizan varias técnicas para lograr esto:
- Edición - La herramienta más importante entre los creadores de AMV es la utilización de diferentes escenas de los videos originales alternadas en tiempos específicos. Comúnmente los eventos en el video y las transiciones entre las escenas están sincronizadas con los eventos que ocurren en la letra de la música o las emociones que esta transmite.
- Sincronización de labios - Frecuentemente se crea una sincronización entre los movimientos de un personaje en el vídeo original de modo que vayan en acorde con la letra del audio, de modo que parezca que el personaje está cantando la canción.
- Efectos digitales - Utilizando programas de edición, los videos originales pueden ser modificados en varias formas. Algunos efectos están diseñados para no ser reconocidos (como la modificación de una escena para que el personaje deje de mover la boca) mientras que otros son creados para aumentar la sincronización con el audio, o posiblemente para crear un estilo visual único para el video.
- Algunos editores utilizan animación original o manipulada en sus trabajos de AMV, tanto en dos dimensiones como en tres dimensiones. Estos añadidos manipulados se utilizan tanto para añadir efectos visuales como para hacer converger la historia cuando esta no puede ser tomada de videos originales.

## Nota
El YamatoCon de Dallas y la A-Kon son consideradas las primeras convenciones de anime